# Черебеть
Черебеть(рос. Черебеть)  — річка в Росії, в Ульяновському районі Калузької області. Ліва притока Витебеті (басейн Окі).

## Опис
Довжина річки 22 км, найкоротша відстань між витоком і гирлом річки — 8,44 км, коефіцієнт звивистості річки — 2,61. Площа басейну водозбору 148 км².

## Розташування
Має виток на південно-східній околиці села Пустой. Спочатку тече переважно на південний схід через Кораблінцево, Дудорово, Митровку. На північ від села Кропивня річка повертає на північний схід і на північний захід від села Красногір'є впадає у річку Витебеть, праву притоку Жиздри.
Притоки: Кам'яна, Любеш, Кропивня (Кропивка) (праві).
Населені пункти вздовж берегової смуги: Мединцево, Сеничкін, Кропивенська МТМ.